# مؤامرة 16 يوليوز 1963 (المغرب)
في 16 يوليو (يوليوز) 1963، شهد المغرب واحدا من أشهر المحاكمات السياسية تُوبع فيها حوالي 5 آلاف من مناضلي الاتحاد الوطني للقوات الشعبية، ووجهت إليهم تهم التخطيط للإطاحة بالنظام حينئذ واغتيال الملك الحسن الثاني في غرفة نومه بالقصر الملكي.
ومن جهة أخرى يقول مناضلو حزب القوات الشعبية ومعهم كثير من افراد الشعب وقتها انها مؤامرة خطط لها المخزن وخصوم الديمقراطية، أراد النظام من خلالها تصفية حزب القوات الشعبية. اعتقل 5000 مناضل اتحادي في كل من الدارالبيضاء والرباط وفاس والعديد من الأقاليم، منهم 105 من أعضاء اللجنة المركزية للاتحاد كانت في اجتماع حزبي عادي بمقر الحزب بالدارالبيضاء، بدعوى التخطيط لاغتيال الملك الراحل الحسن الثاني في غرفة نومه بالقصر.